# 阿薩德湖
阿薩德湖（阿拉伯语：‎，Buhayrat al-Assad）為叙利亚拉卡省的一座水庫人工湖。1974年，幼发拉底河上的塔布卡水壩完工，其蓄水池阿薩德湖成為敘利亞最大的湖泊，面積約525平方（203平方英里），儲水容積達11.7立方（2.8立方英里）。阿薩德湖內兩旁建有許多灌溉河道，以利於湖畔的耕作，並提供了阿勒颇的飲用水，且也興盛了漁業。阿薩德湖畔也成為敘利亞的重要生態區。

## 歷史
在1927年，敘利亞首次有計劃在幼發拉底河建立水壩，但沒有實施。到1957年，敘利亞與蘇聯達成協議，使用蘇聯的資金與技術來興建水壩。在1960與1965年，敘利亞分別與西德和蘇聯簽署協議得取資金。該計劃包括興建塔布卡水壩和灌溉系統，為該區大約640,000公頃（2,500平方英里）的土地提供水源。到1968年，該計劃開始興建，到1973年落成，並屬於總統哈菲茲·阿薩德的現代化工程之一。在1975年，伊拉克不滿工程阻慢了該國的水源，其後由沙地阿拉伯和蘇聯調和衝突。

### 拯救考古遺物行動
在1963至1974年期間，阿薩德湖的水位隨著水壩興建而上升。有考古學組織因為希望保存該區的遺物，發動了救援挖掘的行動。在成功保存的遺物之中，最早來自納圖夫文化的年代，最晚則是鄂圖曼帝國年代。

## 特徵

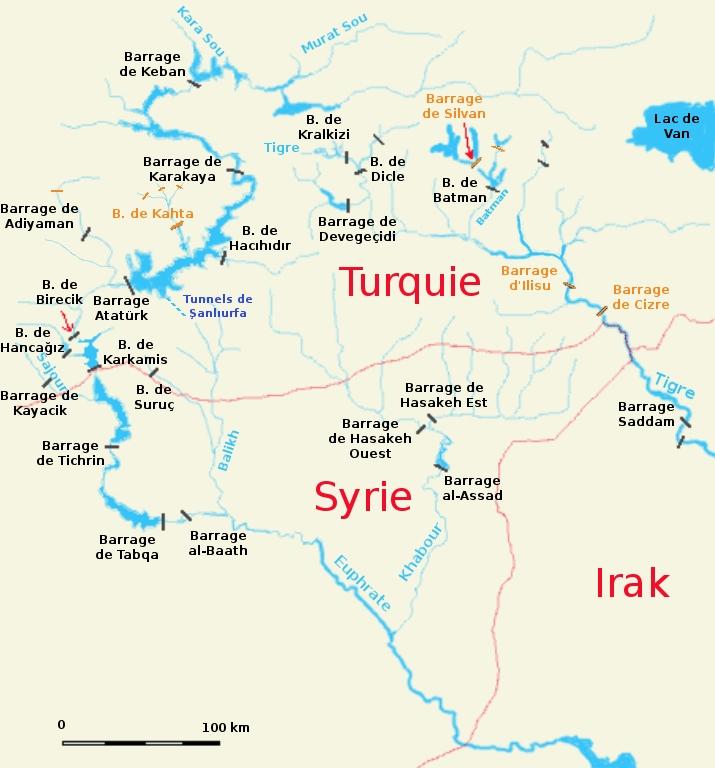
幼發拉底河的地圖，顯示著塔布卡水壩（Barrage de Tabqa）與阿薩德湖

阿薩德湖的容量上限是11.7立方（2.8立方英里），而表面積就是610平方（240平方英里），是敘利亞最大的湖泊。不過，該湖實際的容量只有9.6立方（2.3立方英里），而實際的表面積也只是447平方（173平方英里）。
此外，阿薩德湖的灌溉系統也出現了數個問題，包括石膏含量過高、土壤鹽化、和運河倒塌，導致農夫不願搬到該區種植。在1984年，該湖的灌溉面積只有60,000公頃（230平方英里），到2000年聲至124,000公頃（480平方英里），是原定面積640,000公頃（2,500平方英里）的19%。
阿薩德湖是阿勒頗最重要的水源，通過水渠每年為該城提供8,000萬立方米（28億立方英尺）的食水。該湖也支撐著漁業。
在敘利亞内戰期間，阿薩德湖的水位跌了不少。這可能與附近的塔布卡水壩加強了輸出量有關。

## 自然生態
自從興建以來，該湖的西岸成為了沼澤地。在東南岸，有部分地區種植了常綠植物，例如地中海松或胡楊。此外，阿薩德湖是遷徙鳥的越冬地點，而政府也有意保護該區的自然生態，減少打獵的影響。同時，附近的塔布卡島也成為了自然保護區。